# 예차오보

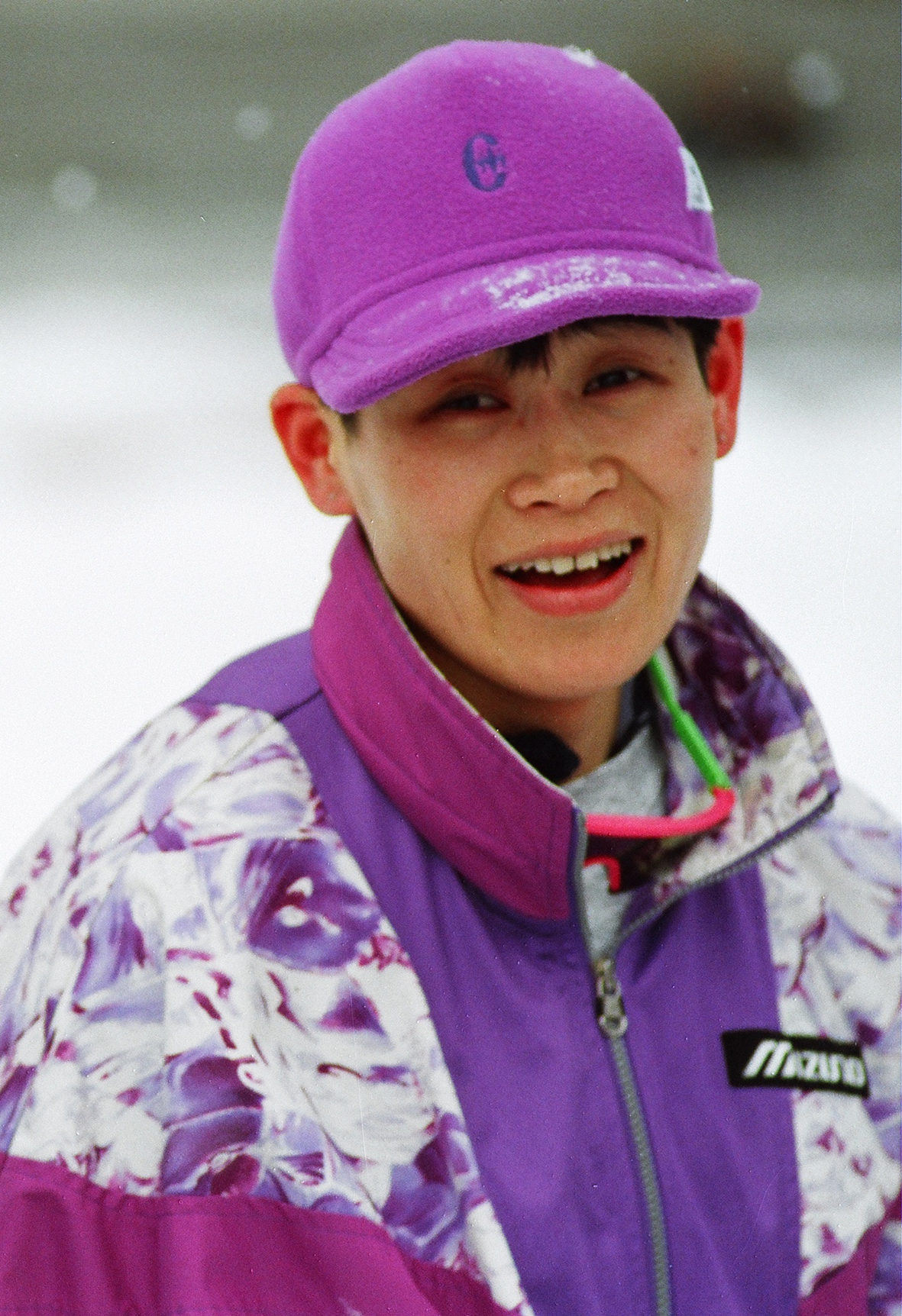

예차오보 (중국어 간체자: 叶乔波, 정체자: 葉喬波, 1964년 8월 3일 ~ )는 중화인민공화국의 여자 스피드스케이팅 선수이다.
1992년 동계 올림픽 여자 500m에서 은메달을 따면서 중국 최초의 동계올림픽 메달리스트가 되었으며, 이어 1000m에서도 은메달을 획득했다. 1994년 동계 올림픽 500m에서 동메달을 딴 후 은퇴했다.